# 基于域的消息认证，报告和一致性
基于域的消息认证，报告和一致性（英語：Domain-based Message Authentication, Reporting and Conformance，簡稱DMARC）是一套以SPF及DKIM為基礎的電子郵件認證機制，可以檢測及防止偽冒身份、對付網路釣魚或垃圾電郵。
網域管理員可以在域名系统公佈相關政策，讓外界得知旗下域名的電子郵件提供何種方式（SPF及/或DKIM）認證身份，以及如果寄件者身份未能百分之百確認時，收件者可以如何處理郵件（放進雜件箱或直接回絕）及回報。回報機制可以讓網域管理員了解是否有第三者正在偽冒其網域身份寄出電郵。